# Teocuitatlán de Corona (kommun)
Teocuitatlán de Corona är en kommun i Mexiko.   Den ligger i delstaten Jalisco, i den centrala delen av landet, 400 km väster om huvudstaden Mexico City. Antalet invånare är 10 226. Arean är 410 kvadratkilometer.
Terrängen i Teocuitatlán de Corona är huvudsakligen kuperad, men västerut är den platt.
Följande samhällen finns i Teocuitatlán de Corona:
- Teocuitatlán de Corona
- Tehuantepec
- La Rueda
- Chamacuero
- Tierra Blanca
- Lázaro Cárdenas
- Tepehuaje